# هندو (روزنامه)

نامواره روزنامه هندو

هندو (به انگلیسی: The Hindu) نام یکی از روزنامه‌های انگلیسی‌زبان عمده هند است. این روزنامه با شمارگان ۱٫۱۷ میلیون نسخه در روز، سومین روزنامه انگلیسی پرانتشار در هند پس از تایمز هند و هندوستان تایمز و دارای شمارگانی کمی بیشتر از ایکانامیک تایمز است. روزنامه هندو دارای بیشترین انتشار در جنوب هند به‌ویژه در ایالت تامیل نادو است.

## مدیریت
امور تحریریه و تجاری روزنامه هندو توسط خانواده کاستوری رانگا که در هیئت مدیره قرار داشتند اداره می‌شد. از سال ۱۹۶۵ تا ۱۹۹۱ توسط کاستوری رانگا آیینگار و از ۱۹۹۱ تا ۲۰۰۳ توسط راوی و از ۲۷ ژوئن ۲۰۰۳ تا ۱۸ ژانویه ۲۰۱۱ توسط برادرش ان. رام اداره می‌شد.
از سال ۲۰۱۰، ۱۲مدیر در هیئت مدیره کاستوری و پسران حضور دارند.